# Nikki Craft
Nikki Craft, född 1949 i Kalifornien, är en amerikansk politisk aktivist, konstnär, redaktör och författare. Hon är känd som fredsaktivist, kroppsaktivist, naturist och en mycket stridbar motståndare mot våldtäkt och sexuella övergrepp mot barn.

## Biografi
Nikki Craft växte upp med sin familj i Santa Cruz och Palo Alto i Kalifornien. Hennes mor var feminist och prenumererade på Redstockings och andra feministiska tidskrifter. I mitten på 1950-talet, då de bodde i Palo Alto, bestämde hon sig för att aldrig ha barn och aldrig gifta sig. Hon gick i high school. Vid 15 års ålder, efter att ha rymt hemifrån, utsattes hon för en våldtäkt. Våldtäktsmannen blev senare straffad. Från det hon var 16 år var hennes far inte närvarande i hemmet.
Nikki Craft genomförde under 1970-talet många uppmärksammade protestaktioner mot våld. Vid en aktion mot bombplanet B-1 år 1975 gav hon deltagarna vid Rockwell Internationals styrelsemöte en naken docka, som saknade armar och ben och var nedstänkt med färg som såg ut som blod.. Samma år grundade hon Women Armed for Self Protection (WASP), som förespråkade väpnat självförsvar för kvinnor och vedergällning mot våldtäkter från deras offer. Hon skrev också, och spelade in, "The Rape Song" om Inez Garcia och Joan Little, kvinnor som mördat sin våldtäktsman.
1976 grundade Nikki Craft "Women's Project" (KGWP) med anledning av mordet på Kitty Genovese. Hon och en annan aktivist utgav sig för att vara sociologistudenter som arbetade med en "statistisk studie om våldsbrott". De fick då tillgång till namnen på alla sexbrottslingar (sex offender) i Dallas County mellan 1959 och 1975. Då fanns registret på papper, så de arbetade i nio månader med att överföra namnen till indexkort. Året därefter publicerades 25 000 exemplar av KGWP-tidningen som listade namne på alla de anklagade. Den 8 mars, Internationella kvinnodagen, lästes namnen upp i lokalradion KCHU under 13 timmar.
Efter detta projekt flyttade hon till Big Sur och senare till Santa Cruz. År 1979 deltog hon i organisationen av den första ”Myth California Anti-Pageant” i Santa Cruz, Kalifornien, en protest mot ”Miss California”. Protesterna pågick under nio år och ledde till många arresteringar, men för varje år blev protesterna större och Miss California-festivalen lämnade sedan Santa Cruz för San Diego, där protesterna fortsatte.
Från 1980 studerade hon vid University of California i Santa Cruz under några år. Från 1981 arrangerade hon flera ”shirt-free rights demonstrations” och i augusti 1984 arresterades hon på Herring Cove Beach vid Cape Cod National Seashore då hon protesterade mot parkens regler genom att sola topless. Dessutom vägrade hon täcka brösten på parkvakternas uppmaning.
Vid denna tid erbjöds hon arbete av Lee Baxandall, ordförande för The Naturist Society, grundad 1980 och den då näst största naturist-organisationen i USA. Han hade 1981 börjat ge ut tidskriften Clothed with the Sun (från 1989 med namnet Nude and Natural Magazine) och hon skulle medverka i arbetet.
Sedan myndigheterna efter några månader lagt ner åtalet från Cape Cod, återvände hon dit i juli 1985 och upprepade handlingen, denna gång på parkeringsplatsen vid paktvakternas kontor.
Efter detta organiserade hon, finansierad av Naturist Society, en grupptalan mot den federala regeringen, som förvaltar Seashore. Men senare drog hon och andra sig ur ärendet eftersom föreningens advokat hade gjort eftergifter, man accepterade könsskillnader, särskilt rörande kvinnors bröst.
1986 greps hon och sex andra kvinnor i Rochester, New York, för att de var topless eller "skjortfria" offentligt. Ärendet lades ned sex år senare och därmed försvagades New Yorks möjlighet att göra könsskiljande regler kring "exponering av en person".
Nikki Craft var vid denna tid en inflytelserik person i naturistkretsar, men ansåg att föreningen inte var tillräckligt vaksam mot pedofiler, vilket skapade konflikter. I augusti 1988 lämnade hon The Naturist Society och den lägenhet hon hade delat med Baxandall i fyra år. 
År 1990 öppnade Nikki Craft Andrea Dworkin Online Library. År 2000 organiserade hon och D.A. Clarke "Feminister för Nader" och kämpade för Ralph Nader i presidentkampanjen år 2000.
År 1995 publicerade den feministiska tidskriften On the Issues hennes artikel "Busting Mister Short-Eyes" om en barnvåldtäktsdömd naturist, dömd till 30 års fängelse.
År 2001 protesterade hon mot Afghanistankriget. 2005 skapade hon webbplatsen "Hustling the Left", där hon kritiserade ledare inom vänsterrörelser och progressiva rörelser som publicerade artiklar, intervjuer och uttryckte offentligt samarbete med Larry Flynt och hans tidning Hustler. Webbplatsen tog sitt namn från en artikel från juni 2005 av den feministiska aktivisten Aura Bogado, som protesterade mot främjandet av Flynts stöd av antikrigsgruppen Inte i vårt namn. Craft driver också webbplatsen "No Status Quo".